# عبد المنعم البنا
عبد المنعم عبد الودود محمد البنا هو وزير الزراعة المصري الأسبق.

## التأهيل العلمي
- تخرج من كلية الزراعة جامعة عين شمس عام 1981.
- حصل على الماجستير والدكتوراة من كلية الزراعة جامعة القاهرة.[1]

## حياته المهنية
- حصل على الدكتوراة بعد إعداد دراسة عن منظمات النمو في النباتات بعنوان "استخدام منظمات النمو الطبيعية وتأثيرها على زراعة الأنسجة النباتية"، وبعد الحصول على الدكتوراة سافر إلى الولايات المتحدة الأمريكية، وأكمل أبحاثه وبعض الدراسات هناك.
- بعد عودته إلى مصر، شغل منصب مدير معمل زراعة الأنسجة، ثم رئيس مركز النخيل المركزي، ثم رئيس معمل بحوث البساتين.
- عضو اللجنة الدولية للمشروعات البحثية المشتركة بالمركز الدولى للبحوث الزراعية في المناطق الجافة "الايكاردا"، كما تولى نائب رئيس منتدي البحوث الزراعية بافريقيا fara ورئيس اللجان الاشتراكية للحملات القومية للمحاصيل الاستراتيجية وعضو مجلس إدارة الهيئة القومية للأستشعار عن بد، ونائب رئيس المجلس الدولي للتمور بالمملكة العربية السعودية.
- عضو اللجنة التنسيقية والفنية لمشروعات التعاون المصري الإيطالي وعضو مجلس إدارة المركز القومي لبحوث المياة بوزارة الري، وعضو مجلس إدارة اكاديمية البحث العلمي وهيئة مكتب أكاديمية البحث العلمي ومدير مشروع التوأمة المؤسسية لتحديث مركز البحوث الزراعية بالتعاون مع فرنسا وإيطاليا وهولندا من خلال الاتحاد الأوروبي.
- تدرج في المناصب بوزارة الزراعة، حيث عين وكيلا لمركز البحوث الزراعية لشئون الإنتاج، ثم وكيل لشئون البحوث بالمركز ثم رئيسا للمركز القومي للبحوث الزراعية.